# Peinture pure
Peinture pure (Puur schilderij), ook Decompositie genoemd, is een schilderij van de Nederlandse schilder Theo van Doesburg in het Musée national d'Art moderne in het Centre Georges Pompidou in Parijs.

## Ontstaan
Van Doesburg wordt vaak gezien als navolger van Piet Mondriaan, zijn vriend en medelid van De Stijl. Deels is dit terecht; omstreeks 1919 werkten beide kunstenaars dusdanig nauw samen dat hun werken uit die periode nauwelijks van elkaar te onderscheiden zijn (vergelijk bijvoorbeeld Mondriaans Compositie met kleurvlakken en grijze lijnen 1 met Van Doesburgs Compositie in dissonanten). Volgens Van Doesburgs derde vrouw, Nelly van Doesburg, hebben 'Mondriaan en Does eens gemeenschappelijk een schilderij gemaakt, met de uitdrukkelijke bedoeling dat alle sporen van het individuele aandeel eruit verwijderd zouden zijn'. Dat beide kunstenaars daarna elk hun eigen weg gingen toont Peinture pure duidelijk aan.
Peinture pure is het derde schilderij in een reeks van drie waarbij het middelpunt ontbreekt (zie voor de overige twee schilderijen Compositie XVIII in drie delen en Compositie XX). Met Peinture pure ging Van Doesburg nog een stap verder door, naar eigen zeggen, het middelpunt van de compositie buiten het schilderij te plaatsen. Bovendien verdween de lijn met deze groep werken abrupt uit Van Doesburgs schilderijen, terwijl Mondriaan aan de lijn vast bleef houden om de verschillende kleurvlakken met elkaar te verbinden om zo tot de door hem gewenste harmonie te komen. Van Doesburg geloofde echter niet in een harmonisch eindstadium, maar zag het leven als een dynamisch proces waarin tegengestelde krachten (dissonanten), wanneer deze met elkaar in botsing kwamen, steeds weer opnieuw nieuwe vormen en ideeën voortbrachten.

## Herkomst
Peinture pure werd in 1964 door het Musée national d'Art moderne gekocht van Van Doesburgs weduwe, Nelly van Doesburg.